# Ornithine translocase
Ornithine translocase là enzyme vận chuyển ornithine từ cytosol vào ty thể, trong chu trình urê.

## Bệnh lý
Rối loạn enzyme dẫn đến thiếu hụt ornithine translocase gây một dạng tăng kali máu.